# Stele di Raimondi
La stele di Raimondi è un reperto artistico della antica cultura Chavín, sviluppatasi prevalentemente nell'area dell'odierno Perù. L'oggetto è conservato nel cortile del Museo Nazionale di Archeologia e Storia del Perù.
La stele misura 1950x740x170 mm, è realizzata in granito finemente lavorato, e rappresenta il disegno di una divinità tramite linee poco profonde. Perciò, allo stato attuale del manufatto, esse sono meglio visibili con luce radente.
Gli artisti della civiltà di Chavín facevano spesso uso della tecnica a contrasto di contorni nelle loro opere e la Stele di Raimondi è frequentemente considerata uno dei più raffinati esempi conosciuti. Tramite tale tecnica le linee che formano un disegno possono essere interpretate in vari modi a seconda della posizione dalla quale l'oggetto viene osservato. Nel caso della stele, quando osservata in una orientazione, l'immagine mostra una terrificante divinità che impugna due bastoni o scettri ed i suoi occhi guardano verso l'ampio ed elaborato copricapo formato da serpenti e volute.
La stessa immagine, quando viene capovolta, appare completamente differente: il copricapo diventa una pila di volti zannuti e sorridenti mentre il volto della divinità si è trasformato nel muso di un rettile, anch'esso sorridente. Anche i due scettri impugnati dalla divinità appaiono come una fila di facce.